# 小行星2256
小行星2256（英語：2256 Wisniewski）是一颗围绕太阳公转的小行星。1960年9月24日，C. J. 万·豪敦、I. 万·豪敦-格勒内费尔德、T. 赫雷爾斯在帕洛马山发现了此天体。
該小行星以波蘭天文學家維斯瓦夫·Z·維斯涅夫斯基命名。
这颗小行星的绝对星等为193.4710471288192等。